# Хрищук, Виктор Николаевич
Ви́ктор Никола́евич Хрищу́к (род. 19 июля 1958) — советский легкоатлет, специалист по бегу на короткие дистанции. Выступал на всесоюзном уровне в 1980-х годах, победитель Спартакиады народов СССР, двукратный чемпион СССР в эстафете 4 × 100 метров, призёр первенств всесоюзного и всероссийского значения. Представлял Омск и физкультурно-спортивное общество профсоюзов.

## Биография
Виктор Хрищук родился 19 июля 1958 года. Занимался лёгкой атлетикой в Омске, выступал за Всесоюзное физкультурно-спортивное общество профсоюзов.
Первого серьёзного успеха на всесоюзном уровне добился в сезоне 1983 года, когда на VIII летней Спартакиаде народов СССР в Москве вместе с членами команды РСФСР Иваном Бабенко, Андреем Прокофьевым, Анатолием Литвиновым и Михаилом Залуцким превзошёл всех соперников в программе эстафеты 4 × 100 метров и завоевал золотую награду (участвовал в предварительном квалификационном забеге).
В 1984 году на соревнованиях в Сочи установил свой личный рекорд в беге на 100 метров — 10,46. В 200-метровом беге с личным рекордом 20,90 был четвёртым на всесоюзном старте в Киеве, победил на соревнованиях в Москве и Алма-Ате. На чемпионате СССР в Донецке получил серебро в дисциплине 200 метров и вновь выиграл эстафету 4 × 100 метров.
В 1986 году на 100-метровой дистанции стал серебряным призёром на соревнованиях в Омске.
Участвовал в соревнованиях по лёгкой атлетике в качестве судьи. В 2018 году получил квалификацию судьи всероссийской категории.